# Crybaby (mixtape)
Crybaby es el tercer mixtape del rapero estadounidense Lil Peep. Fue lanzado el 10 de junio de 2016 de forma independiente y luego relanzado póstumamente a las plataformas de transmisión el 10 de junio de 2020 con 10 de las 11 pistas originales. Solo tenía un sencillo (muy parecido al mixtape sucesor Hellboy).
"Absolute in Doubt", con el artista y colaborador frecuente Wicca Phase Springs Eternal, fue el único sencillo que apareció en el mixtape.

## Antecedentes
Lil Peep era conocido por tener un tatuaje característico de "Crybaby" en su frente, lo que significaba para él la tranquilidad de estar agradecido.
"Crybaby", la primera pista del álbum, es una muestra de la canción de Brand New "The No Seatbelt Song" del álbum "Your Favorite Weapon". Brand New es una banda de Long Island, Nueva York en la que Lil Peep sacó mucha influencia, habiéndolos muestreado en otros cuatro temas suyos.
Wicca Phase Eternal, quien aparece en la cuarta pista del álbum, es Ex-Frontman de "Tigers Jaw" que había trabajado junto a Brand New varias veces y también los ha probado. Este álbum está muy influenciado por la era del pop punk de los 2000 y es lo que realmente lo hizo único.
El mixtape se lanzó para su descarga gratuita a través de MediaFire al momento del lanzamiento.

## Lista de canciones
| Crybaby |                                                       |                  |          |  |
| N.º     | Título                                                | Producer(s)      | Duración |  |
| 1.      | «Crybaby»                                             | Lederrick        | 4:08     |  |
| 2.      | «Lil Jeep»                                            | Cian P           | 3:22     |  |
| 3.      | «Yesterday»                                           | Charlie Shuffler | 1:51     |  |
| 4.      | «Absolute in Doubt» (con Wicca Phase Springs Eternal) | Foxwedding       | 3:23     |  |
| 5.      | «Ghost Girl»                                          | Lederrick        | 2:53     |  |
| 6.      | «Big City Blues» (featuring Cold Hart)                | Charlie Shuffler | 2:34     |  |
| 7.      | «Skyscrapers [Love Now, Cry Later]»                   | Jayyeah          | 2:01     |  |
| 8.      | «Falling 4 Me»                                        | Lederrick        | 3:28     |  |
| 9.      | «Nineteen»                                            | Smokeasac        | 2:56     |  |
| 10.     | «White Tee» (con Lil Tracy)                           | Nedarb           | 2:12     |  |
| 11.     | «Driveway»                                            | Smokeasac        | 2:57     |  |

## Posicionamiento en lista
| Lista (2020)                    | Posiciones |
| ------------------------------- | ---------- |
| Alemania (Media Control Charts) | 51         |
| Austria (Ö3 Austria)            | 45         |
| Bélgica (Ultratop flamenca)     | 107        |
| New Zealand Albums (RMNZ)       | 36         |